# Poldermolen (Noordlaren)
De poldermolen  uit Noordlaren is een poldermolen in het Nederlands Openluchtmuseum.
De molen is in 1862 gebouwd om de  Oostpolder te bemalen. Het is een bovenkruier met rietgedekte houten achtkant. In 1895 werd de houten bovenas vervangen door een 4,40 m lange, gietijzeren Prins van Oranje-as en werd toen op één roede zelfzwichting aangebracht. De vang is een zogenaamde Vlaamse vang, die bediend wordt met een wipstok. Het kruiwerk is een voeghoutenkruiwerk, dat wordt bediend met een kruiwiel. De vijzel voor het opvoeren van het water is nog van hout.
De molen is in 1953 afgebroken. In 1960 werd de molen heropgebouwd op het museumterrein. Het wiekenkruis werd hierbij voorzien van het oudhollands hekwerk, en heeft sindsdien geen zelfzwichting meer. In 1995 kreeg de molen nieuwe roeden voorzien van het fokwieksysteem met remkleppen. De roeden zijn in 1994 gelast door de firma Buurma. De buitenroede heeft nummer 298 en de binnenroede nummer 299.

## Overbrengingen
- De overbrengingsverhouding is 1 : 1,89.
- Het bovenwiel heeft 48 kammen en de bovenbonkelaar heeft 29 kammen. De koningsspil draait hierdoor 1,655 keer sneller dan de bovenas. De steek, de afstand tussen de kammen, is 11,5 cm.
- De onderbonkelaar heeft 40 kammen en het vijzelwiel 35 kammen. Het vijzelwiel draait hierdoor 1,05 keer sneller dan de koningsspil en 1,89 keer sneller dan de bovenas. De steek is 10,5 cm.

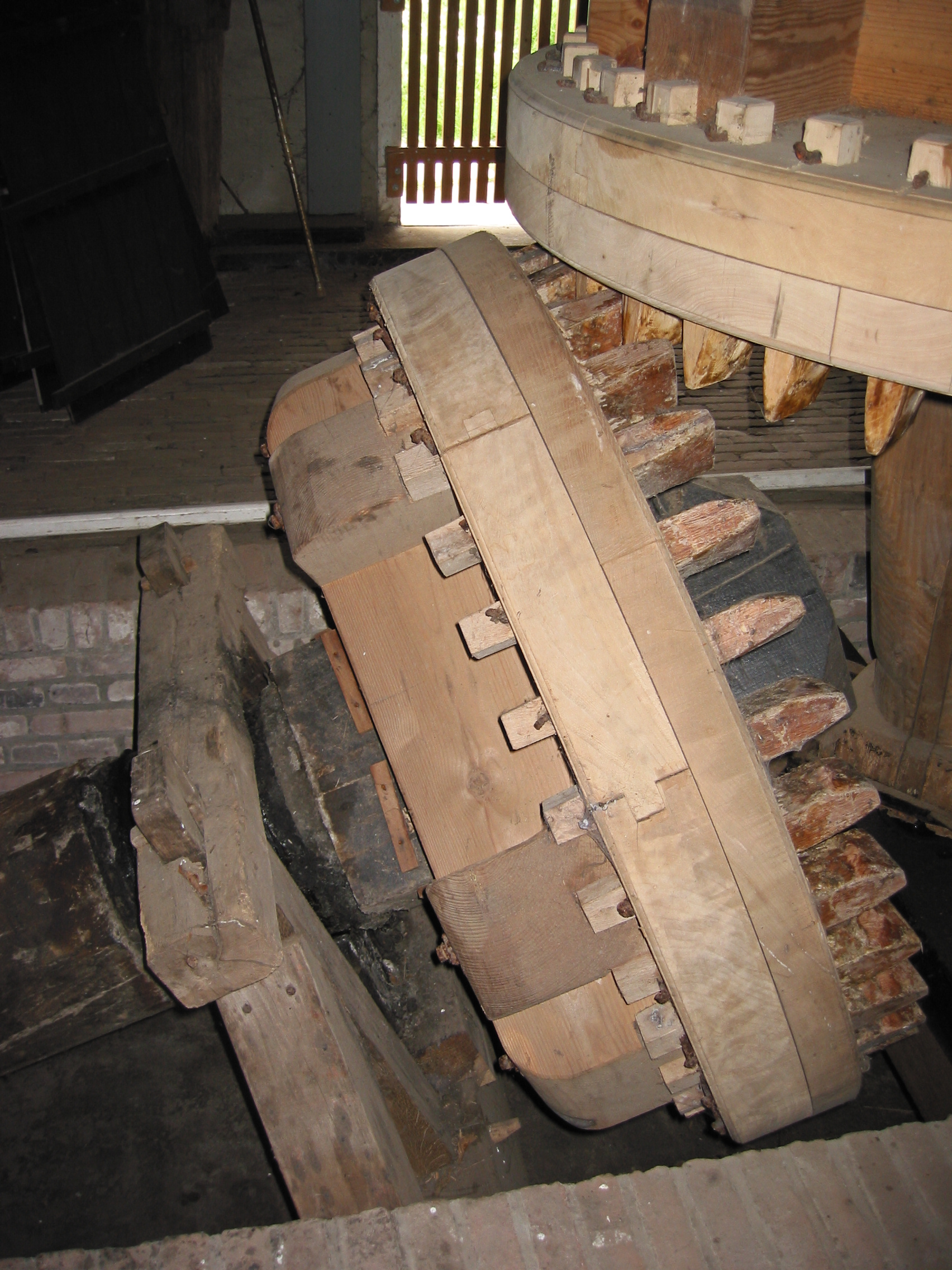
Onderbonkelaar met vijzelwiel
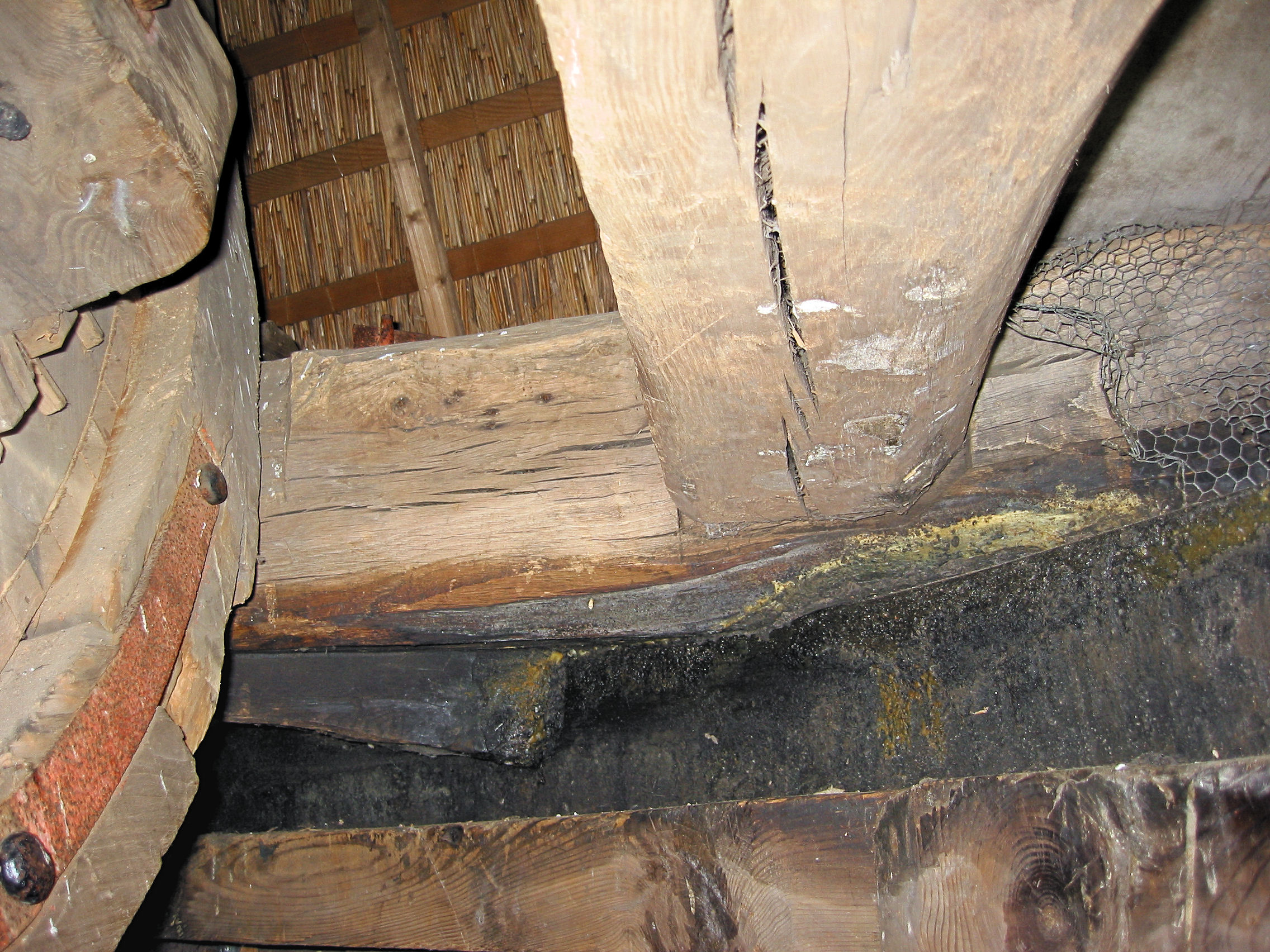
Voeghouten kruiwerk